# Saint-Martin-Lacaussade
Saint-Martin-Lacaussade település Franciaországban, Gironde megyében. Lakosainak száma 1166 fő (2022. január 1.). Saint-Martin-Lacaussade Saint-Genès-de-Blaye, Blaye, Cars, Saint-Paul és Saint-Seurin-de-Cursac községekkel határos.

## Népesség
A település népessége az elmúlt években az alábbi módon változott:
| Lakosok száma | 588  | 791  | 798  | 986  | 1103 | 1061 | 1118 | 1158 | 1160 | 1166 |
|               | 1968 | 1982 | 1990 | 2006 | 2013 | 2015 | 2017 | 2019 | 2020 | 2022 |